# Racing Basket Mechelen
Racing Basket Mechelen als Basketballabteilung des Koninklijke Racing Club Mechelen war lange Zeit die erfolgreichste Abteilung des belgischen Sportvereins aus Mechelen. Die Basketballmannschaft der Herren ist mit 15 Titelgewinnen belgischer Rekordmeister im Basketball und wurde 1995 mit einem benachbarten Verein aus Antwerpen zu Racing Basket Antwerpen fusioniert.

## Geschichte
1949 meldete der Verein seine Basketballmannschaft beim belgischen Basketballverband als 71. Mannschaft insgesamt an, die zunächst in der dritten belgischen Basketball-Liga startete. Nach mehreren Auf- und Abstiegen konnte der Klub sich ab 1962 in der ersten Liga etablieren. 1964 holte der Verein mit dem Gewinn des Pokals den ersten nationalen Titelgewinn. 1965 folgte das Double aus Meisterschaft und Pokal. Drei weitere Meisterschaften bis 1969, auf die zwei weitere Pokalgewinne folgten und 1973 der Einzug ins Finalspiel um den Korać-Cup, in dem man sich Birra Forst Cantù geschlagen geben musste. Dies war und blieb das weiteste Vordringen in einem europäischen Vereinswettbewerb. Anschließend folgten vier weitere nationale Meisterschaften bis 1980.
Anschließend konnte man erst Mitte der 1980er an alte Erfolge anknüpfen, als man Rik Samaey holen konnte, der vom Serienmeister BC Ostende kam, der zuvor von 1981 bis 1986 sechs Meisterschaften in Folge gewonnen hatte. Nach dem Pokalgewinn 1986 gewann man im darauffolgenden Jahr erneut ein nationales Double. 1989 folgte die erfolgreichste Periode des Vereins mit dem damals bedeutendsten belgischen Basketballspieler Éric Struelens, als man sechs Meisterschaften in Folge gewann, darunter dreimal in Verbindung mit dem Pokalsieg als Double. 1994 scheiterte man nur aufgrund des schlechteren direkten Vergleichs mit dem FC Barcelona am Einzug in die Viertelfinal-Play-offs in der FIBA Europaliga, dem damals höchsten europäischen Vereinswettbewerb. 1995 folgte nach finanziellen Problemen und dem Verlust von Struelens an den Konkurrenten Spirou BC Charleroi die Fusion mit Sobabee aus dem benachbarten Antwerpen zu den Racing Basket Antwerpen.

## Erfolge
- 15× Belgischer Meister (1965, 1966, 1967, 1969, 1974, 1975, 1976, 1980, 1987, 1989, 1990, 1991, 1992, 1993, 1994)
- 9× Belgischer Pokalsieger (1964, 1965, 1970, 1971, 1986, 1987, 1990, 1993, 1994)
- Finalist Korać-Cup (1973)

## Wichtige Spieler
- Eddy Casteels bis 1995
- Ronny Bayer 1985–1989
- Rik Samaey 1985–1995
- Éric Struelens 1988–1995
- / Bill Varner 1990–1995
- Jacques Stas 1992–1995
- Herbert Baert 1992–1995